# Pierluigi Rottigni
Pierluigi Rottigni (* 16. Dezember 1947 in Vertova) ist ein italienischer Endurosportler.

## Karriere
Pierluigi Rottigni begann 1964 mit dem Endurosport. 1968 gewann er mit einer Moto Morini die italienische Meisterschaft in der Klasse bis 100 cm³. 1972 wurde er mit einer 125-cm³-Moto Morini Dritter in der Europameisterschaft und im Folgejahr mit einer 125-cm³-SWM Zweiter. In diesem Jahr gewann er außerdem die italienische Geländefahrt Valli Bergamasche. Diesen Erfolg konnte er in den folgenden Jahren 1974 und 1975 wiederholen. 
1975 gewann er mit einer 125-cm³-SWM die italienische Meisterschaft. Mit der italienischen Mannschaft gewann der bei der Internationalen Sechstagefahrt auf der Isle of Man die Silbervasen-Wertung. Im folgenden Jahr startete er in der Klasse bis 175 cm³ und wurde Dritter der Europameisterschaft. Bei der Internationalen Sechstagefahrt gewann er eine Goldmedaille und wurde mit der Silbervasen-Mannschaft Dritter. In den Jahren 1977 und 1978 gelang ihm nochmals der Gewinn der italienischen Meisterschaft in der 125-cm³-Klasse mit einer SWM.
Nach der Beendigung seiner aktiven Laufbahn wurde er 1982 Technikverantwortlicher für die italienische Enduro-Nationalmannschaft. Während dieser Zeit gewann die Mannschaft bei der Internationalen Sechstagefahrt 1986 Trophy- und die Junior-Trophy-Wertung, 1988 erneut die Junior-Trophy-Wertung und 1989 nochmals die Trophy-Wertung. 
Von 1990 bis 1995 leitete er das Enduro-Team von Aprilia. 

## Wichtigste Erfolge
Italienische Meisterschaft1975, 1977
Internationale Sechstagefahrt1975 Silbervase